# Merdanson
Der Merdanson ist ein kleiner Fluss in Frankreich, der im Département Aveyron in der Region Okzitanien verläuft. Er entspringt in den Monts d’Aubrac an der Gemeindegrenze von Prades-d’Aubrac und Saint Geniez d’Olt et d’Aubrac, nahe der Skistation Brameloup, entwässert generell in südwestlicher Richtung durch den Regionalen Naturpark Aubrac und mündet nach rund 18 Kilometern an der Gemeindegrenze von Sainte-Eulalie-d’Olt und Saint Geniez d’Olt et d’Aubrac im Rückstau der Talsperre Castelnau-Lassouts als rechter Nebenfluss in den Lot.

## Orte am Fluss
(Reihenfolge in Fließrichtung)
- Skistation Brameloup, Gemeinde Saint-Chély-d’Aubrac
- Lacessat, Gemeinde Saint Geniez d’Olt et d’Aubrac
- La Veyssière, Gemeinde Prades-d’Aubrac
- Aurelles, Gemeinde Saint Geniez d’Olt et d’Aubrac
- La Rousselie, Gemeinde Prades-d’Aubrac
- La Germanie, Gemeinde Saint Geniez d’Olt et d’Aubrac